# Église Saint-Laurent de Vaucouleurs
L'église Saint-Laurent est une église catholique située à Vaucouleurs, en France,.

## Localisation
L'église est située dans le département français de la Meuse, sur la commune de Vaucouleurs.

## Historique
Reconstruite en 1785, cette église-halle possède une façade avec fronton en anse en panier et un grand oculus et un portail latéral de style classique.
L'édifice est classé au titre des monuments historiques en 1990.
Le patrimoine mobilier de l'église Saint-Laurent :
- Les orgues sont protégées au titre des objets mobiliers immeubles par destination :

Grand orgue,.
Orgue de chœur,.
Orgue de tribune,.
- Les cloches sont classées au titre des objets mobiliers[9],[10].
- L'église renferme plusieurs statues et sculptures, œuvres en terre cuite de Léon Moynet, fondateur de la Sainterie de Vendeuvre. C'est le cas notamment de statues de Sainte Catherine[11], de Saint Nicolas[11], de Sainte Anne, de Saint Joseph et d'anges porte phylactères. Elles sont datables des années 1850[12].
- Chaire à prêcher[13].
- Ciboire[14].
- Banc d’œuvre[15].
- Six lustres[16].
- Deux paires de stalles[17].
- Statue : Christ en croix[18].
- Plaque commémorative (inscription sur plomb) relatant la construction de l'église en 1781[19].